# Rewolucja seksualna
Rewolucja seksualna lub rewolucja obyczajowa – zmiany społeczno-obyczajowe dotyczące seksualności zachodzące w kulturze zachodniej w latach 60. i 70. XX wieku.
To szerokie pojęcie odnosi się nie tylko do zmiany w obyczajowości seksualnej i pewnych trendów w zachowaniach seksualnych, ale ściśle wiąże się także z przewrotem dotychczasowej hierarchii wartości społecznych, nowymi ideologiami, ruchami społecznymi i określonymi wydarzeniami prawno-politycznymi.

## Etymologia
Termin „rewolucja seksualna” został po raz pierwszy użyty przez psychoanalityka Wilhelma Reicha w latach 20. XX wieku. W 1945 roku jedna z prac Reicha została przełożona na angielski i nadano jej tytuł „Rewolucja seksualna” (ang. The Sexual Revolution). Reich uznawał, że społeczeństwo zachodnie jest zniewolone i wymaga wyzwolenia od represyjnych norm społecznych, politycznych i psychologicznych. Niezależnie od Reicha podobne sformułowanie pojawia się u socjologa Pitirima Sorokina, który w pracy z 1954 roku mówi o „rewolucji seksu” (ang. sex revolution). Według Sorokina „rewolucja seksu” była negatywnym zjawiskiem, jej przejawy widział w rosnącej ilości rozwodów, popularności jazzu i uzależnieniu od seksu.
Na początku lat 60. termin „rewolucja seksualna” odnosił się do wpływu, jaki na życie społeczne wywarło wynalezienie i rozpowszechnienie tabletki antykoncepcyjnej. W latach 70. XX wieku pojęcie nabrało nowych, przeciwstawnych znaczeń. Niektórzy radykałowie w USA uznawali, że rewolucja seksualna ma oznaczać epokę wyzwolenia od wszelkich norm dotyczących seksualności. Niektóre feministki krytycznie oceniały przemiany społeczne. Uznawały, że rewolucja seksualna oznacza uprzedmiotowienie i podporządkowanie kobiet mężczyznom.

## Przemiany charakteryzujące rewolucję seksualną

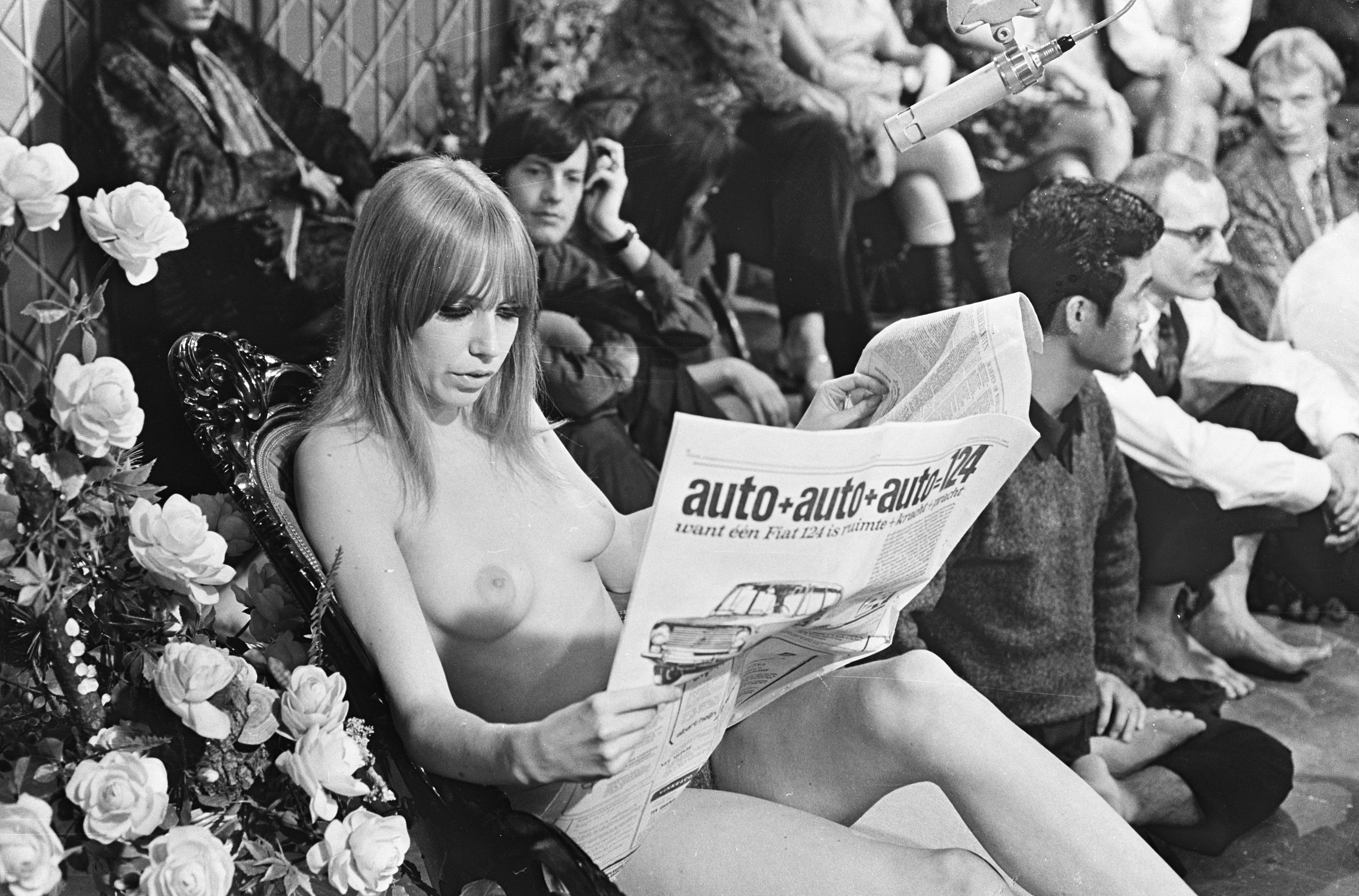
Phil Bloom, pierwsza kobieta, która wystąpiła nago w holenderskiej telewizji (1967)

### Antykoncepcja
W 1960 roku Agencja Żywności i Leków w USA dopuściła do użytku tabletkę antykoncepcyjną. Wydarzenie to miało znaczący wpływ na życie seksualne kobiet. Oznaczało bowiem, że można było uprawiać seks bez obawy zajścia w ciążę. Tabletki były coraz powszechniej stosowane przez kobiety. W 1962 roku w USA używało ich 1 187 000 kobiet. Media z zachwytem opisywały skuteczność i wygodę tabletek, metoda ta została uznana za najlepszą formę zapobiegania ciąży. Pigułka stała się popularna poza USA, dopuszczono ją do użytku w Australii, Wielkiej Brytanii, Niemczech Zachodnich, Holandii (1961) i Francji (1967).
Pomimo popularności pigułek antykoncepcyjnych ich użycie było w USA na początku lat 60. nielegalne. Zakaz został zniesiony przez Sąd Najwyższy Stanów Zjednoczonych w 1965 roku.

### Zmiany postaw wobec seksu pozamałżeńskiego
W epoce poprzedzającej rewolucję seksualną seks pozamałżeński i przedmałżeński był uznawany za niemoralny. W USA na początku lat 60. XX wieku na amerykańskich uczelniach studentki i studenci nie mogli mieszkać w tym samym pokoju w akademiku ze swoimi partnerami czy partnerkami (jeśli nie byli małżeństwem). Pod koniec lat 60. zakaz ten wzbudził sprzeciw studiujących. Głośna była sprawa studenki Barnard College Lindy LeClair, która w 1968 roku została ukarana wydaleniem z uczelni za to, że mieszkała ze swoim chłopakiem. Po masowych protestach na uniwersytecie kara dla studentki została złagodzona, a uczelnia zgodziła się zmienić swoją politykę. Inne uniwersytety poszły w ślady Barnard College i zrezygnowały z karania studentów za zamieszkiwanie z partnerami lub partnerkami.
Zmiany postaw wobec seksu przedmałżeńskiego nie oznaczały, jak często się uważa, akceptacji promiskuityzmu. Choć w okresie rewolucji seksualnej pojawiały się koncepcje wolnej miłości czy małżeństwa wieloosobowego, nie zdobyły one jednak popularności, odgrywały marginalną rolę. Dla większości osób rewolucja seksualna oznaczała po prostu łagodzenie rygorów dotyczących seksu poza związkiem małżeńskim.
Z drugiej strony przemiany obyczajowe wyrażały się we wprowadzeniu lub liberalizacja ustaw o separacjach i rozwodach cywilnych, m.in. w Kanadzie (1968), Włoszech (1970), Portugalii (1975) i w Hiszpanii (1980/1981). A także w depenalizacji konkubinatów w Bawarii (1969), uchwalenie prawa do rejestracji konkubinatów (w tym także jednopłciowych) w Holandii (1979).
Istotną rolę w propagowaniu nowych postaw wobec seksualności odegrała kultura popularna. Przykładem są nowo powstałe w tym okresie czasopisma takie jak Playboy czy Cosmopolitan. Pisma te były skierowane do samotnych mężczyzn i kobiet i propagowały swobodne podejście do seksualności. Na łamach Cosmopolitan pisano, że kobieta nie potrzebuje małżeństwa, by być szczęśliwą. Czasopismo Playboy, które osiągnęło w latach 70. XX wieku rekordowy nakład 6 mln egzemplarzy w USA, zachęcało mężczyzn do seksu bez zobowiązań.

### Emancypacja kobiet

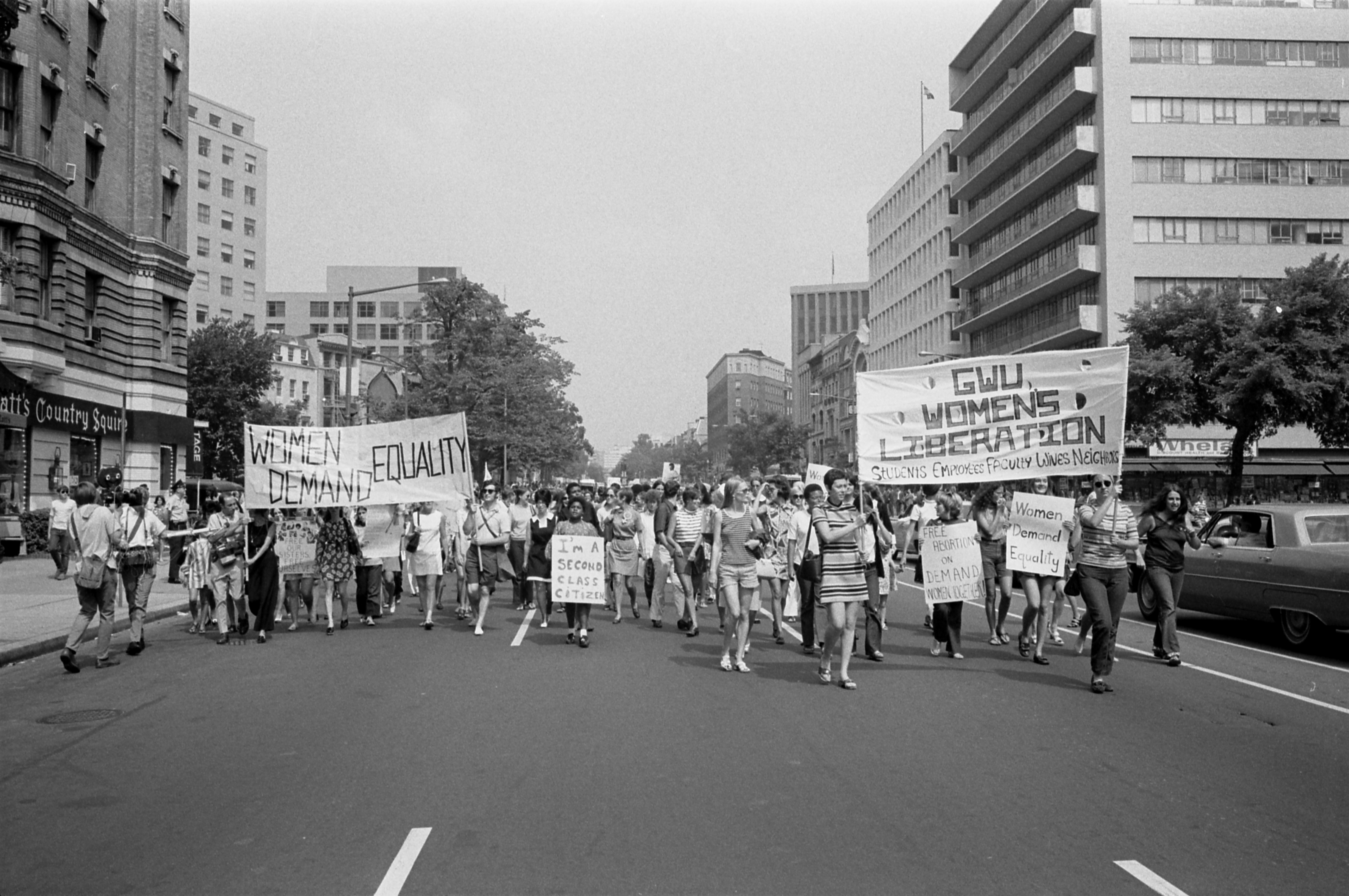
Demonstracja feministek w Waszyngtonie w 1970 roku.

Okres rewolucji seksualnej to czas ruchów społecznych walczących o prawa kobiet. W USA w latach 50. XX wieku powszechne było wyobrażenie, że zadaniem kobiet jest wychowanie dzieci i zajmowanie się domem. W 1960 roku w USA jedynie 30% kobiet zamężnych pracowało zawodowo, większość z nich miała ograniczone perspektywy awansu. Feministki walczyły o większy udział w życiu publicznym, o równe szanse zawodowe, o prawo do planowanego rodzicielstwa i o wprowadzenie edukacji seksualnej do szkół. Domagały się również zwrócenia uwagi na problemy takie jak molestowanie seksualne, gwałt i przemoc domowa. Zakładały na dużą skalę schroniska dla kobiet i dzieci wykorzystywanych seksualnie i maltretowanych fizycznie czy psychicznie przez członków swych rodzin. W większości społeczeństw kobiety wciąż były utożsamiane ze stereotypowymi rolami wiernych małżonek i opiekuńczych matek, od których oczekiwano przedmałżeńskiej niewinności seksualnej, uległości wobec mężczyzn, sumienności w wykonywaniu prac domowych i wybitnego poświęcania się rodzinie.
Feministki drugiej fali starały się zmienić ten ścisły podział ról głosząc hasła budzenia świadomości oraz teorie z zakresu socjologii płci zwiastując tym samym utworzenie w przyszłości nowego kierunku akademickiego, jakim jest gender studies. Towarzyszyły temu liczne kampanie, strajki i zakładanie organizacji feministycznych. Ponadto druga fala feminizmu angażowała się we wzbogacenie kultury i cywilizacji wartościami kobiecymi, np. poprzez twórczość artystyczną i działalność wielu stowarzyszeń czy fundacji. Zakładały kobiece wydawnictwa, czasopisma, księgarnie, kawiarnie, teatry, zespoły muzyczne, stacje radiowe, stacje telewizyjne i grupy filmowe. Najbardziej znanym symbolem amerykańskiego feminizmu drugiej fali stała się Betty Friedan, która w książce „Mistyka kobiecości” dała do zrozumienia, że kobiety nie powinny wstydzić się swych marzeń i ambicji związanych z wykształceniem i karierą zawodową.
Wyzwalające się kobiety coraz wyraźniej buntowały się przeciwko podwójnym standardom normatywnym, zgodnie z którymi w sferze seksualnej mężczyznom wolno było o wiele więcej niż kobietom. Zaczęły one odrzucać seks w rozumieniu wyłącznie reprodukcyjnym i obowiązku pożycia małżeńskiego, a zaczęły się domagać czerpania z niego także satysfakcji. W związku z tym wiele młodych kobiet otwarcie manifestowało swoje zainteresowanie mężczyznami i sprawami związanymi z seksualnością człowieka. Przełamywały wymuszoną przez społeczeństwo skromność i niewinność coraz chętniej prowokując i szokując obscenicznym zachowaniem i wyglądem. Ubierały się w wydekoltowane ubrania i popularne w tym czasie spódniczki mini, które z każdym sezonem coraz bardziej odkrywały uda. Robiły sobie wyzywające makijaże, paliły papierosy, piły alkohol i zażywały narkotyki, a w mowie posługiwały się wulgaryzmami. Nie wracały na noce do domów lub sprowadzały sobie do nich kochanków i przygodnych partnerów seksualnych. Dziewictwo i wstrzemięźliwość seksualna przestały być modne, jeśli nawet nie stały się powodem do wstydu. Taki wizerunek kobiety kreowały także kino, media i muzyka, a Marilyn Monroe, Elizabeth Taylor, Sophia Loren, Brigitte Bardot, France Gall, Jane Birkin, Jane Fonda, Raquel Welch, Sharon Tate, Ursula Andress czy też Uschi Obermaier stały się ikonami seksu lat 50. i 60. lub lat 60. i 70. Dla większości feministek było to jedną z oznak wyzwolenia się kobiet.
Druga fala feminizmu w swym najradykalniejszym wydaniu najburzliwiej przelała się przez Stany Zjednoczone, Kanadę, Australię, Holandię, Niemcy Zachodnie i Skandynawię, ale także i przez Włochy. We Włoszech spór dotyczył przede wszystkim przemocy domowej, roli kobiet w małżeństwach, rozwodów i planowanego rodzicielstwa. W latach 70. XX wieku we Włoszech ruszyła wielka kampania na rzecz legalizacji cywilnych rozwodów, antykoncepcji i aborcji, wbrew wyraźnie negatywnemu stanowisku Kościoła rzymskokatolickiego. Liberalne media, lewicowe partie polityczne i fundacje kobiece organizowały liczne audycje medialne, warsztaty, konferencje i wiece proaborcyjne, a włoskie miasta, szczególnie na północy kraju, wrzały od kilkusettysięcznych demonstracji feministek, antyklerykałów i anarchokomunistów. Prawo do przerywania ciąży było przyczyną bardzo burzliwych debat parlamentarnych, aż ostatecznie rząd chadecki zdecydował się w tej sprawie głos oddać całemu narodowi. Wcześniejsze sondaże pokazywały, że większość Włochów jest przeciwna legalizacji aborcji, dlatego też Kościół nie skrytykował decyzji rządu, jakoby to społeczeństwo miało decydować o prawie do aborcji. Ale ku zaskoczeniu włoskiego kleru, ostatecznie w ogólnokrajowym referendum 2/3 Włochów poparło uchwalenie prawa do przerywania ciąży, co poskutkowało legalizacją aborcji na życzenie w tym kraju w roku 1978. Po tej i wcześniejszych porażkach z ruchem feministycznym przegrany i osłabiony Kościół włoski zdecydował się na bardzo długie lata wycofać z życia politycznego kraju.
Efektami prawnymi emancypacji kobiet były między innymi:
- zniesienie ustaw zabraniających kobietom zamężnym aktywności zawodowej, m.in. w Stanach Zjednoczonych (1964), Francji (1965), Holandii (1966), Kanadzie i Nowej Zelandii (1969), Włoszech (1971) i w Hiszpanii (1978).
- legalizacja aborcji lub liberalizacja prawa aborcyjnego, m.in. w Wielkiej Brytanii (1967), Kanadzie (1969), Finlandii (1970), Stanach Zjednoczonych i Danii (1973), Szwecji (1974), Francji i Austrii (1975), Niemczech Zachodnich (1976), Izraelu i Nowej Zelandii (1977), Włoszech i Luksemburgu (1978), Norwegii (1979) i w Holandii (1980/1981).
- przyznanie pełnych praw wyborczych kobietom w Szwajcarii (1971), Andorze i San Marino (1973) i w Portugalii (1974).
- dekryminalizacja prostytucji.

### Zmiany postaw wobec homoseksualizmu

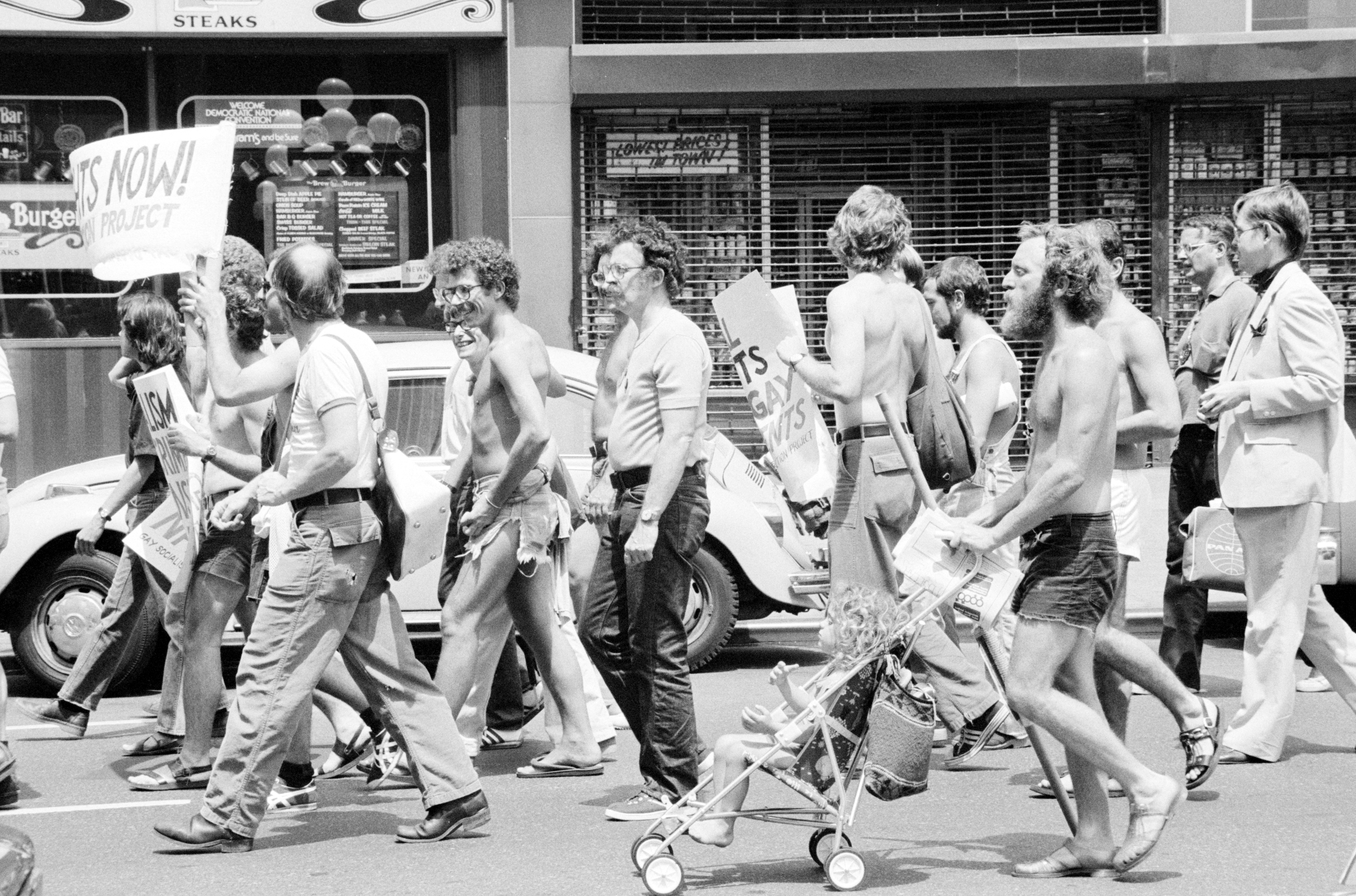
Demonstracja na rzecz praw gejów w Nowym Jorku (1976)

Przepisy prawne zakazujące praktyk homoseksualnych wciąż funkcjonowały w niektórych krajach Zachodu. Znaczna większość „ujawnionych” gejów, lesbijek, biseksualistów, osób transpłciowych stykała się z powszechną dyskryminacją i nietolerancją w rodzinach, miejscach zamieszkania czy w miejscach pracy. Pozostali zmuszeni byli do szukania pomocy wśród poradni psychoterapeutycznych i podejrzanych ośrodków religijnych, zakładania „fikcyjnych rodzin” i prowadzenia podwójnego trybu życia, lub życia w izolacji i samotności. W walce ze zmianą sytuacji mniejszości seksualnych miała służyć aktywna działalność zakładanych organizacji broniących praw LGBT. W radiu i telewizji po raz pierwszy zaczęto emitować audycje publicystyczne i edukacyjne oraz wywiady poświęcone gejom czy lesbijkom. Zaś codzienna prasa i kolorowe czasopisma pomagały w wydostaniu się środowiska LGBT z podziemi. Zainteresowanie życiem społecznym, rodzinnym i seksualnym osób LGBT stale rosło, dzięki czemu zwrócono uwagę na ich rzeczywiste problemy. Osoby o orientacji innej, niż heteroseksualna, stały się także natchnieniem dla wielu artystów. Kino, literatura, malarstwo i muzyka szybko przepełniły się wątkami homoseksualnymi.
Czerwiec 1969 roku okazał się przełomowym dla mniejszości seksualnych, zwłaszcza w Stanach Zjednoczonych. Wtedy to klienci gejowskiego klubu Stonewall Inn w nowojorskiej dzielnicy Greenwich Village po raz pierwszy zaprotestowali przeciwko nalotowi policji i nieuzasadnionemu aresztowaniu kilku osób. Opór ten doprowadził do 3-dniowych zamieszek na ulicach dzielnicy, w których udział wzięło tysiące osób. Wydarzenie to odbiło się szerokim echem w całym zachodnim świecie i było pierwszym wspólnym oporem większej grupy mniejszości seksualnych przeciwko władzom, gdyż geje i lesbijki nigdy wcześniej nie działali razem.
Pod wpływem tego, w niektórych miastach Stanów Zjednoczonych, Kanady, Australii i Europy Zachodniej w latach 70. zaczęły odbywać się pierwsze manifestacje Gay Pride, Gay and Lesbian Mardi Gras i Christopher Street Day upamiętniające zamieszki Stonewall. Pierwsze i zarazem największe tego typu demonstracje odbywały się w Los Angeles, San Francisco, Atlancie, Waszyngtonie, Chicago, Nowym Jorku, Toronto, Sydney i w Melbourne oraz mniej liczne w Brisbane, Adelaide, Canberze, Minneapolis, Detroit, Filadelfii, Bostonie, Ottawie, Montrealu, Paryżu, Londynie, Hadze, Amsterdamie, Gandawie, Antwerpii, Münsterze, Frankfurcie, Stuttgarcie, Monachium, Bremie, Berlinie Zachodnim, Bernie, Zurychu, Sztokholmie, Örebro, Malmö, Kopenhadze, Turynie, Bilbao i w Barcelonie. Początkowo manifestacje te, zwłaszcza w Europie przypominały upolitycznione pikniki, niewielkie wiece i krzykliwe protesty uliczne. Dopiero z czasem przerodziły się w olbrzymie i barwne parady taneczne. W ciągu kilku lat w krajach Zachodu uformował się duży i wpływowy ruch LGBT. Do orientacji homoseksualnej lub biseksualnej zaczęło się przyznawać wielu artystów, intelektualistów i działaczy społecznych. Wśród nich byli tacy pisarze i pisarki, jak Harold Acton, Edward Albee, William Burroughs, Allen Ginsberg, Pier Paolo Pasolini, Tove Jansson i Susan Sontag, aktorzy i aktorki Paul Winfield, Jean Marais, Ian McKellen, Derek Jacobi, Dirk Bogarde, Marlon Brando, Richard Chamberlain, Katharine Hepburn i Georgina Beyer oraz przedstawiciele świata muzyki, tacy jak Gary Burton, Elton John, Freddie Mercury, Lou Reed, Joan Baez, Dusty Springfield, a także artysta, znany przede wszystkim jako jeden z głównych przedstawicieli pop-artu, Andy Warhol. Pod wpływem upowszechnienia się edukacji na szczeblu wyższym, wzrostu zainteresowania naukami społecznymi, psychologicznymi i seksuologicznymi, upowszechnienia się telewizji, działalności ruchu LGBT i artystów światowej sławy, społeczeństwa zachodnie zaczęły zmieniać stosunek do mniejszości seksualnych na bardziej przyjazny. Wielu heteroseksualistów odwiedzało miejsca spotkań homoseksualistów i transwestytów, jak i brało udział w paradach gejowskich. Niektóre partie polityczne (głównie liberalne i socjaldemokratyczne) do swych programów dołączyły obronę praw i realizację postulatów ruchu LGBT. Dodatkowo na korzystną zmianę prawną i polityczną w stosunku do mniejszości seksualnych bardzo duży wpływ miał fakt, że w wielu państwach zachodnich homoseksualizm został wykreślony z listy chorób psychicznych i problemów zdrowotnych przez krajowe i międzynarodowe towarzystwa psychologiczne i psychiatryczne.
Doszło także do zniesienia kar za dobrowolne kontakty homoseksualne, m.in. w Illinois (jako pierwszym stanie USA, 1962), Izraelu (1963), Anglii i Walii (1967, Sexual Offences Act 1967), Niemczech Zachodnich i Kanadzie (1969), Austrii i Finlandii (1971), Norwegii (1972), Malcie (1973) i w Hiszpanii (1978).

### Zmiany postaw wobec pornografii
Rewolucja seksualna wiązała się z liberalizacją postaw społecznych i prawa dotyczącego pornografii. Jedną z głośnych spraw demonstrujących zmiany była sprawa książki Nagi lunch Williama S. Burroughsa. Powieść zawierała sceny pornograficzne, została opublikowana w USA w 1962 roku. Księgarze sprzedający książkę w stanie Massachusetts zostali aresztowani. Sprawa trafiła po kilku latach przed Sąd Najwyższy, który w 1966 roku stwierdził, że książka może być legalnie sprzedawana i nie ma obowiązku jej cenzurowania. Wyrok ten oznaczał legalizację literatury pornograficznej i koniec przepisów nakazujących cenzurę treści pornograficznych.
Legalizacja pornografii miała w tym okresie także miejsce m.in. w Danii i Holandii (1967–1969), Szwecji (1971), Niemczech Zachodnich (1973) i we Włoszech (1976).

## W państwachbloku wschodniego
Niewielkie wpływy rewolucji seksualnej dało się także odczuć w krajach komunistycznych, zwłaszcza w Niemczech Wschodnich, Czechosłowacji i na Węgrzech, oraz w mniejszym stopniu w Polsce Ludowej, Jugosławii i w Bułgarii. Również do niektórych krajów rządzonych przez dyktatury wojskowe, pomimo cenzury i represji przeniknęły pewne hasła rewolucji, np. do Hiszpanii, Portugalii i do Grecji wraz z rozwojem turystyki zagranicznej, czy do Brazylii i Argentyny. Społeczeństwa tych krajów żyły na dużo niższym poziomie, niż mieszkańcy wysokorozwiniętych krajów kapitalistycznych. Dla mieszkańców Europy Wschodniej, Hiszpanii i krajów latynoamerykańskich największymi problemami społecznymi nie było znużenie dobrobytem, przesyt materializmem i zachłyśnięcie się konsumpcjonizmem, ale bieda, ograniczanie podstawowych praw człowieka i represje ze strony władzy. Dlatego też młodzież zza żelaznej kurtyny nie rozumiała problemów młodzieży ze świata kapitalistycznego, jak i odwrotnie.
W Polsce, Czechosłowacji i w Jugosławii w 1968 roku także doszło do rewolt studenckich na tle społeczno-politycznym. Były to demonstracje skupione głównie przeciwko reżimowi komunistycznemu i za przywróceniem demokracji. Więcej podobieństw między młodzieżą z tych dwóch światów było w kwestiach obyczajowych. W krajach Europy Wschodniej w latach 60. i 70. XX wieku również zarysowały się wyraźny konflikt pokoleń, nieznacznie swobodniejsze podejście do etyki seksualnej i eksperymentowanie ze sprowadzanymi z Zachodu substancjami psychotropowymi lub z produkowaniem własnych (np. kompotu). Zmiany te dokonywały się jednak dużo wolniej i w łagodniejszej formie, szczególnie w konserwatywnej obyczajowo części społeczeństw, w których seksualność człowieka wciąż pozostawała tematem tabu nawet w kręgach młodzieżowych. Ton moralności publicznej nadawała głównie władza. W Polsce Władysław Gomułka wyrażał potępienie dla zdrad małżeńskich, prostytucji i pornografii. On i jego żona Zofia Gomułkowa byli zbulwersowani Kaliną Jędrusik – polskim symbolem seksu lat 60. Komunistyczna cenzura ograniczała swobodny przepływ informacji i zwalczała większość zachodnich ideologii, a Milicja Obywatelska i Służba Bezpieczeństwa stale inwigilowały środowiska hippisowskie i anarchistyczne, rozpędzały nielegalne zloty i zamykały komuny. Choć homoseksualizm formalnie nie podlegał karze geje byli często prześladowani przez służby porządkowe i osadzani w aresztach lub nawet zakładach karnych pod pretekstami obrazy moralności publicznej, prostytuowania się lub popełnienia innych przestępstw. Środki antykoncepcyjne, choć legalne, były niezbyt dobrze znane i trudno dostępne, a pornografia i prostytucja początkowo zakazane. Dopiero pod koniec lat 70., a zwłaszcza w latach 80. komunistyczna cenzura obyczajowa nieznacznie zelżała. Dzięki temu w odosobnionych miejscach nad jeziorami i nad Bałtykiem bez większych ograniczeń zakładano plaże dla naturystów. W polskich produkcjach filmowych i czasopismach niekiedy mogły ukazywać się akty, dyskretne sceny łóżkowe i kontrowersyjne romanse. W kioskach i na straganach „spod lady” można było zaopatrzyć się w czasopisma pornograficzne, przemycane z Zachodu oraz w inne materiały o charakterze seksualnym. Zaś w domach wczasowych i w hotelach pełno było pań, mogących swobodnie świadczyć usługi seksualne. W krajach komunistycznych pełniejsza rewolucja seksualna zaistniała dopiero po upadku autorytarnych i totalitarnych systemów politycznych i przywróceniu demokracji na przełomie lat 80. i 90. XX wieku.